# Brian Karger
Brian Karger (ur. 9 lutego 1967  w Horsens) – duński żużlowiec.

## Życiorys
Pod koniec lat 80. wystąpił w narodowej kadrze Danii, w której z niewielkimi przerwami miał stałe miejsce aż przez 11 lat. W 1991 wraz z duńską drużyną został drużynowym mistrzem świata, będąc rezerwowym swojej drużyny i startując w jednym biegu. Sukces powtórzył 4 lata później, także pełniąc rolę rezerwowego. W 1992 roku wystartował w finale IMŚ na torach klasycznych, zajmując w nim ostatnie, 16. miejsce. Od 1995 roku regularnie dochodził do finału interkontynentalnego, w 1998 roku odniósł w nim zwycięstwo i uzyskał awans do cyklu Grand Prix 1999. Zakończył cykl na 16. miejscu i po Grand Prix Challenge utrzymał się w Grand Prix na następny sezon. Po sezonie 2004 został tunerem silników żużlowych. W 2006 roku podpisał tzw. kontrakt warszawski z KS Toruń.

## Przynależność klubowa
Polska
- ZKŻ Zielona Góra (1993–1994)
- ZKŻ Zielona Góra (1996–1997)
- GKM Grudziądz (1998)
- TŻ Opole (1999)
- Polonia Piła (2000)
- RKM Rybnik (2001)
- Wybrzeże Gdańsk (2003–2004)
- KS Toruń (2006)

## Mistrzostwa świata

### Punkty w poszczególnych zawodachGrand Prix
| Sezon 1998       |                        |                     |                                 |                        |                       |         |         |         |         |         |         |         |         |         |         |         |         |         |         |         |         |        |        |        |        |        |        |        |        |        |        |        |        |        |        |        |        |
| GP Czech – Praga | GP Niemiec – Pocking   | GP Danii – Vojens   | GP Wielkiej Brytanii – Coventry | GP Szwecji – Linköping | GP Polski – Bydgoszcz | miejsce | miejsce | miejsce | miejsce | miejsce | miejsce | miejsce | miejsce | miejsce | miejsce | miejsce | miejsce | miejsce | miejsce | miejsce | miejsce | punkty | punkty | punkty | punkty | punkty | punkty | punkty | punkty | punkty | punkty | punkty | punkty | punkty | punkty | punkty | punkty |
| –                | –                      | 12                  | –                               | –                      | –                     | 23      | 23      | 23      | 23      | 23      | 23      | 23      | 23      | 23      | 23      | 23      | 23      | 23      | 23      | 23      | 23      | 12     | 12     | 12     | 12     | 12     | 12     | 12     | 12     | 12     | 12     | 12     | 12     | 12     | 12     | 12     | 12     |
| Sezon 1999       |                        |                     |                                 |                        |                       |         |         |         |         |         |         |         |         |         |         |         |         |         |         |         |         |        |        |        |        |        |        |        |        |        |        |        |        |        |        |        |        |
| GP Czech – Praga | GP Szwecji – Linköping | GP Polski – Wrocław | GP Wielkiej Brytanii – Coventry | GP Polski – Bydgoszcz  | GP Danii – Vojens     | miejsce | miejsce | miejsce | miejsce | miejsce | miejsce | miejsce | miejsce | miejsce | miejsce | miejsce | miejsce | miejsce | miejsce | miejsce | miejsce | punkty | punkty | punkty | punkty | punkty | punkty | punkty | punkty | punkty | punkty | punkty | punkty | punkty | punkty | punkty | punkty |
| 3                | 8                      | 6                   | 6                               | 3                      | 10                    | 16      | 16      | 16      | 16      | 16      | 16      | 16      | 16      | 16      | 16      | 16      | 16      | 16      | 16      | 16      | 16      | 36     | 36     | 36     | 36     | 36     | 36     | 36     | 36     | 36     | 36     | 36     | 36     | 36     | 36     | 36     | 36     |
| Sezon 2000       |                        |                     |                                 |                        |                       |         |         |         |         |         |         |         |         |         |         |         |         |         |         |         |         |        |        |        |        |        |        |        |        |        |        |        |        |        |        |        |        |
| GP Czech – Praga | GP Szwecji – Linköping | GP Polski – Wrocław | GP Wielkiej Brytanii – Coventry | GP Danii – Vojens      | GP Europy – Bydgoszcz | miejsce | miejsce | miejsce | miejsce | miejsce | miejsce | miejsce | miejsce | miejsce | miejsce | miejsce | miejsce | miejsce | miejsce | miejsce | miejsce | punkty | punkty | punkty | punkty | punkty | punkty | punkty | punkty | punkty | punkty | punkty | punkty | punkty | punkty | punkty | punkty |
| 2                | 3                      | 4                   | 1                               | 2                      | 1                     | 24      | 24      | 24      | 24      | 24      | 24      | 24      | 24      | 24      | 24      | 24      | 24      | 24      | 24      | 24      | 24      | 13     | 13     | 13     | 13     | 13     | 13     | 13     | 13     | 13     | 13     | 13     | 13     | 13     | 13     | 13     | 13     |

| Statystyki        | Statystyki |
| ----------------- | ---------- |
| Starty            | 13         |
| Zwycięstwa        | 0          |
| Miejsca na podium | 0          |
| Finalista         | 0          |
| Punkty            | 61         |